# Pożar w więzieniu w Higüey
Pożar w więzieniu w Higüey – pożar, który miał miejsce 7 marca 2005 roku w więzieniu w dominikańskim mieście Higüey. W wyniku tego wydarzenia śmierć poniosło 136 osób, a 26 zostało rannych.

## Historia
Do pożaru doszło w więzieniu, które zostało wybudowane w 1960 roku i przystosowane do pobytu 180 więźniów, jednak feralnego dnia przebywało w nim 426 osadzonych. Pożar wybuchł we wczesnych godzinach porannych, gdy członkowie rywalizujących ze sobą gangów walczących o kontrolę nad handlem papierosami w więzieniu, podpalili poduszki i prześcieradła. Pożar objął jeden blok więzienia. Strażnicy nie mogli podjąć się ewakuacji więźniów z płonącego bloku, gdyż wejście było zablokowane. Z powodu blokady, do źródła ognia nie mogli dostać się przybyli na miejsce strażacy. Blokadę wznieśli członkowie gangów za pomocą łóżek. Gdy więźniowie zorientowali się, że pożar wymknął się spod kontroli, podjęli próbę wydostania się z płonącego bloku. Świadczyły o tym zwłoki więźniów, które znaleziono stłoczone nieopodal zablokowanego wyjścia. Śmigłowce wojskowe przewiozły rannych do szpitali w stołecznym Santo Domingo.

## Ofiary pożaru
| Kraj       | Ofiary śmiertelne |
| ---------- | ----------------- |
| Dominikana | 133               |
| Portoryko  | 2                 |
| Haiti      | 1                 |
| Razem      | 136               |